# Mateo Flecha il Giovane
Mateo Flecha il Giovane in lingua catalana Mateu Fletxa el Jove (Baix Camp, 1530 circa – Sant Pere de la Portella, 20 febbraio 1604) è stato un compositore spagnolo della Catalogna, nipote di Mateo Flecha il Vecchio.

## Biografia
Aderì all'ordine dei Carmelitani a Valencia e fu molto apprezzato da Papa Sisto V, per il fatto di essere un musicista eccezionale e prefetto dei musicisti di Carlo V. Dopo aver risieduto in Italia per un periodo incerto, nel 1564 divenne cappellano di Maria di Spagna, moglie di Massimiliano II d'Asburgo, e più tardi fu un cantante della cappella imperiale. Alla morte di Massimiliano, Rodolfo II d'Asburgo lo nominò abate di Tihany (Balaton, Ungheria). Negli anni 1570, 1581 e 1586, viaggiò a lungo in Spagna per reclutare cantanti per la cappella imperiale.
Le sue opere principali vennero pubblicate a Venezia e a Praga, una città che visitò diverse volte. A Venezia pubblicò Il 1° libro de madrigali a 4 et 5 (1568, "Il primo libro di Madrigali a 4/5 voci"), una raccolta di 31 madrigali. A Praga pubblicò, nel 1581, tre libri di musica polifonica: Libro de música de punto, in quattro volumi andato perduto, Divinarum completarum psalmi, incompleto e Las ensaladas, dedicata a Giovanni Borgia. Quest'ultima raccolta contiene otto ensalada di Flecha il Vecchio, tre sue, due di Bartolomeo Càrceres e una di Xacón. Nel 1593 pubblicò a Praga un libro poetico sulla morte di Elisabetta d'Asburgo. Due sue opere notevoli, conservate in forma di manoscritto, sono Harmonia a 5, per cinque strumenti a corda e un Miserere a 4 voci. Nel 1599 Filippo III di Spagna lo nominò abate del monastero di Portella dove si ritirò fino alla morte.